# Агнесса Меранская
Агнесса Меранская (фр. Agnès de Méranie, ок. 1175 — 20 июля 1201, Пуасси, Ивелин, Франция) — королева Франции в 1196—1200 годах. Дочь герцога Бертольда IV Меранского и Агнессы Рохлицкой, сестра Ядвиги Силезской и Гертруды Венгерской. В 1196 году Агнесса сочеталась браком с Филиппом II Августом, королём Франции из династии Капетингов.

## Биография
Родилась близ Андекса около 1175 года.
После смерти Изабеллы де Эно король Филипп II Август вновь женился 14 августа 1193 года на Ингеборге Датской, но к моменту заключения этого брака вопрос о союзе Франции с Данией уже не рассматривался. По политическим соображениям Филипп II отверг жену после первой брачной ночи, и заставил аннулировать брак на ассамблее епископов 5 ноября 1193 года.
13 марта 1195 года папа Целестин III объявил решение ассамблеи незаконным, однако, несмотря на это, Филипп II решил опять жениться. Добиваясь союза со Священной Римской империей, он искал руки какой-нибудь принцессы из рода Гогенштауфенов, но тщетно. Тогда он остановил свой выбор на Агнессе Меранской и женился на ней 1 июня 1196 года.
Целестин III умер 8 января 1198 года, так и не сумев заставить короля подчиниться своей воле. Его преемник Иннокентий III также поддерживал претензии Ингеборги, настаивавшей, что именно она законная жена короля Франции, и по причине кровного родства между Филиппом и Агнессой — прадед Филиппа, Энгельберт II Истрийский и прапрабабка Агнессы, Ришардис, были братом и сестрой. После безрезультатных переговоров Иннокентий III наложил 13 января 1200 года на Францию интердикт.
Филипп II сделав вид, что подчинился желанию папы, вернул Ингеборгу ко двору. 7 сентября 1200 года на ассамблее епископов в замке Святого Легера в Неле Филипп сообщил, что интердикт снят. Затем он заключил Ингеборгу в замок Дурдан и вернул Агнессу. В марте 1201 года церковный собор в Суассоне потребовал от Филиппа Августа соблюдение брака с Ингеборгой и изгнания Агнессы. Король согласился, но добился отсрочки, ибо его «дополнительная жена» была беременна. В ожидании родов Агнессе позволили остаться в Пуасси.
20 июля 1201 года Агнесса Меранская скончалась при родах третьего ребенка, сына Тристана, который умер вскоре после своего рождения. Король Франции приказал с почетом похоронить её в маленьком женском монастыре Святого Корентина, в пятнадцати километрах к югу от Манта. В память об усопшей он велел возвести там большое королевское аббатство. Её кончина причинила королю огромную боль, так как он очень её любил.
Дочь и сын короля от Агнессы — Филипп и Мария были узаконены папой по просьбе французского короля 2 ноября 1201 года.

## Брак и дети
- Муж: (с 1 июня 1196 года) Филипп II Август, сын короля Людовика VII Молодого и Адель Шампанской, дочери графа Шампани Тибо II Великого и Матильды Каринтийской. Имели детей:
  - Мария (ок. 1198 — 18 августа 1224); м1 — (с 1206 года) Филипп I (1175—1212), граф Намюра; м2 — (с 1213 года) Генрих I (ок. 1165—1235), герцог Брабанта;
  - Филипп Юрпель (1200 — июль 1234), граф де Клермон-ан-Бовези и Булонский; ж- (с 1216 года) Матильда де Даммартен (ок. 1202—1259).
  - Жан-Тристан (июль 1201 — июль 1201).